# Eva Marie Veigel
Pour les articles homonymes, voir Veigel.

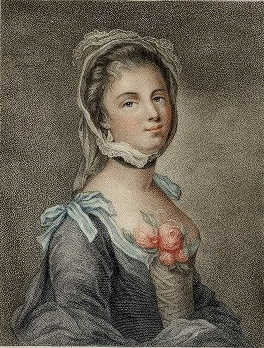
Portrait de Mrs Garrick en 1802, peint par Catherine Reid et gravé par William Pengree Sherlock.

Eva Marie Veigel (également Eva Maria Violette, avec les variantes Eva Maria et Ava-Maria, née le 29 février 1724 à Vienne et morte le 16 octobre 1822 à Westminster) est une danseuse de ballet autrichienne.

## Biographie

### Famille
Comme dit Joseph Lemuel Chester, « Rien ne semble être absolument certain concernant son origine ». Il y a un doute quant au nom de son père, certains disant qu'elle est la fille d'un respectable homme d'affaires viennois nommé John Veigel. Cependant Eva Marie Veigel et son mari sont réputés avoir dit qu'elle est la fille d'un père issu de la de noblesse. On pense que Guido Wald Rüdiger, le comte de Starhemberg et Richard Boyle, le comte de Burlington, sont les pères les plus probables si cette affirmation est vraie. Boyle aurait donné 6 000 £ pour son mariage et l'aurait reconnue comme une fille naturelle. Elle a un frère, Ferdinand Charles, qui est également danseur de ballet.

### Danseuse
Elle est une danseuse bien connue de son époque, utilisant le nom de scène Violette ou Violetti, surnom que lui avait donné l'impératrice Marie-Thérèse d'Autriche à partir de son nom de famille et de la déformation du mot viole en moyen haut-allemand, pour donner  «violette».
Une biographie affirme qu'elle est connue pour être l'une des plus belles femmes de toute l'Europe. 

### Royaume-Uni
Elle émigre à Londres en 1746, parlant peu anglais. On dit que l'impératrice l'a exilée là-bas après avoir remarqué que sa beauté plaisait trop à l'empereur bien que cette histoire soit souvent considérée improbable.
Selon Bailey, Eva Marie Veigel est tombé amoureuse de Garrick après l'avoir vu jouer sur scène. Leurs carrières respectives dans le divertissement les ont amenés à se rencontrer socialement peu de temps après. Eva Marie Veigel épouse David Garrick le 22 juin 1749. Comme elle est catholique et lui protestant, le couple a deux cérémonies de mariage.
Garrick est épris d'elle rapidement. La riche patronne de Veigel, Dorothy Boyle, la comtesse de Burlington (épouse du 3e comte de Burlington ), la décourage de l'épouser car Eva Marie Veigel a joué dans les cours royales d'Europe et Garrick n'est donc pas un bon parti. La comtesse aurait demandé à Garrick d'utiliser ses capacités de performance pour faire tomber Veigel amoureuse de lui, ce qu'il a tenté. Le plan n'a pas fonctionné, mais Burlington a néanmoins été suffisamment impressionnée par l'effort qu'elle change d'avis sur Garrick et décide que Veigel peut l'épouser. Cette anecdote aurait servi de source d'inspiration pour des pièces telles que David Garrick de Robertson. Au dire de tous, le mariage entre Garrick et Veigel est heureux. Ils sont sans enfants et Veigel survit à son mari pendant quarante-trois ans. En se mariant, elle abandonne la danse. La richesse croissante de Garrick lui permet d'acheter un domaine somptueux pour Eva Marie Veigel et lui-même pour y vivre, la Villa de Garrick, qu'il achète dans la ville de Hampton en 1754. 
Au moment de sa mort, elle vit à Adelphi Terrace, dans Westminster. Son testament, daté du 28 janvier 1819, avec codicilles du 28 novembre 1821 et du 15 août 1822, est exécuté le 30 octobre 1822. Les seuls parents qu'elle nomme sont sa nièce Elizabeth, épouse de M. Peter de Saar, de Vienne, et sa filleule Eva-Maria de Saar, fille de son défunt neveu Louis de Saar, d'Oldenburgh, en Hongrie. Elle aurait vécu jusqu'à 99 ans, bien que sa date de naissance déclarée un jour d'année bissextile, lui donne 98 ans au moment de sa mort. 
Elle est enterrée à l'abbaye de Westminster avec son mari.